# صلاح مجید
صلاح مجید (انگلیسی: Salah Majid؛ زادهٔ ۱۹۳۲) ورزشکار پرتاب نیزه سابق اهل عراق است. وی نماینده کشور خود در بازی‌های المپیک تابستانی ۱۹۶۰ بود.